# Dmitrij Viktorovics Harin
Dmitrij Viktorovics Harin (oroszul: Дмитрий Викторович Харин; Moszkva, 1968. augusztus 16. –) orosz labdarúgókapus. Szerepelt a szovjet, a FÁK és az orosz válogatottban is.

## Pályafutása

### Klubcsapatban
A Torpedo Moszkva csapatában mutatkozott be felnőttszinten. 1982 és 1987 között védte a Torpedo kapuját. A következő egyesülete 1988-tól 1991-ig a Gyinamo Moszkva volt, ahol 40 találkozón kapott lehetőséget. 1991 és 1992 között a CSZKA Moszkvában szerepelt. 1992 decemberében az angol Chelsea igazolta le, mellyel FA-kupát, ligakupát, KEK és UEFA-szuperkupát nyert. 1999-ben a Celtic igazolta le, de sérülések miatt nem jutott sok lehetőséghez. 2004-ben egy angol amatőrcsapatnál fejezte be a pályafutását.

### A válogatottban
1988 és 1991 között 6 alkalommal szerepelt a szovjet válogatottban. Tagja volt az 1988. évi nyári olimpiai játékokon aranyérmet nyerő válogatottnak. 1992-ben 9 mérkőzésen lépett pályára a FÁK válogatottjában és részt vett az 1992-es Európa-bajnokságon. 1992 és 1998 között 23 alkalommal játszott az orosz válogatottban. Részt vett az 1994-es világbajnokságon és az 1996-os Európa-bajnokságon.

## Sikerei, díjai

### Játékosként
Torpedo Moszkva
- Szovjet kupa (1): 1985–86

CSZKA Moszkva
- Szovjet bajnok (1): 1991
- Szovjet kupa (1): 1990–91

Chelsea
- Angol kupa (1): 1996–97
- Angol ligakupa (1): 1997–98
- Kupagyőztesek Európa-kupája (1): 1997–98
- UEFA-szuperkupa (1): 1998

Celtic
- Skót bajnok (2): 2000–01, 2001–02
- Skót kupa (1): 2000–01
- Skót ligakupa (2): 1999–00, 2000–01

Szovjetunió
- Olimpiai bajnok (1): 1988

## Külső hivatkozások
- Dmitrij Viktorovics Harin – a FIFA adatbázisában
- Dmitrij Harin adatlapja a National-Football-Teams.com oldalon (angolul)

- Dmitrij Harin. eu-football.info
- Dmitrij Harin (orosz nyelven). rusteam.permian.ru. [2013. március 16-i dátummal az eredetiből archiválva]. (Hozzáférés: 2018. március 21.)